# Saison 2 de 12 Monkeys
Chronologie
Saison 1 Saison 3
La deuxième saison de 12 Monkeys, série télévisée américaine, est constituée de treize épisodes et a été diffusée du 18 avril 2016 au 18 juillet 2016 sur Syfy, aux États-Unis.

## Synopsis
En 2043, les quelques milliers d'habitants de la Terre sont obligés de vivre dans les sous-sols. La surface est devenue inhabitable en raison d'un virus ayant décimé 99 % de la population. Les rares survivants placent tous leurs espoirs dans un voyage dans le temps, afin de découvrir les causes de la catastrophe et de l'empêcher. James Cole est alors choisi pour mener à bien cette mission.

## Distribution

### Acteurs principaux
- Aaron Stanford (VF : Boris Rehlinger) : James Cole, le « chrononaute » chargé de sauver l'espèce humaine
- Amanda Schull (VF : Sybille Tureau) : Cassandra « Cassie » Railly, brillante virologiste
- Kirk Acevedo (VF : Cyrille Monge) : José Ramse / Ethan Sucky, le meilleur ami de James
- Todd Stashwick (VF : Loïc Houdré) : Theodore Deacon, leader du groupe West VII
- Emily Hampshire (VF : Olivia Luccioni) : Jennifer Goines, une génie des mathématiques qui rencontre Cole à l'asile
- Barbara Sukowa (VF : Brigitte Aubry) : Katarina Jones, la créatrice de la machine à voyager dans le temps

### Acteurs récurrents
- Tom Noonan (VF : Thierry Murzeau) : l'homme pâle, le leader de l'armée des 12 singes
- Demore Barnes (VF : Gilles Morvan) : Marcus Whitley
- Ramon De Ocampo (VF : Anatole Thibault) : Oliver Peters
- Alisen Down (VF : Caroline Bourg) : Olivia
- Andrew Gillies (VF : Philippe Ariotti) : Dr Adler
- Amy Sloan (en) (VF : Hélène Bizot) : Elena
- Noah Bean (VF : Denis Laustriat) : Aaron Marker, l'ex petit-ami de Cassandra
- Michael Hogan (VF : Michel Voletti) : Dr David Eckland
- Scottie Thompson (VF : Laurence Breheret) : Mantis
- Jay Karnes (VF : Thierry Kazazian) : Robert Gale, agent du FBI des années 1940
- Brooke Williams (VF : Adeline Moreau) : Hannah Jones
- Ayisha Issa (VF : Armelle Gallaud) : l'Émissaire

### Invités
- Brendan Coyle : Dr Benjamin Kalman (épisode 1)
- David Dastmalchian (VF : Damien Ferrette) : Kyle Slade (épisodes 5 et 6)
- David Marciano : inspecteur du NYPD John Damato (épisode 6)
- Matt Frewer : Dr Kirschner(épisode 10)
- Madeleine Stowe (VF : Martine Irzenski) : Lillian (épisode 13)

## Production

### Développement
En mars 2015, la chaîne a renouvelé la série pour une deuxième saison de treize épisodes.

### Attribution des rôles
En juillet 2015, Emily Hampshire, Barbara Sukowa et Todd Stashwick sont annoncés pour reprendre leurs rôles respectifs avec le statut d'acteur principal puis Michael Hogan est annoncé dans un rôle récurrent lors de cette saison.
En août 2015, Scottie Thompson, Jay Karnes et Brendan Coyle ont obtenu un rôle récurrent durant la saison.

### Diffusions
Aux États-Unis, la saison est diffusée depuis le 18 avril 2016 sur Syfy, aux États-Unis, et en simultané sur Showcase au Canada.
La diffusion francophone se déroule ainsi :
En France et en Suisse, la saison sera diffusée à partir du 3 mai 2016 sur Syfy, ;
Depuis le début de l'année 2019, la saison 2 est disponible sur la plateforme Netflix.
Aucune diffusion concernant les autres pays francophones n'est connue.

## Liste des épisodes

### Épisode 1:L'Année du singe
- États-Unis : 18 avril 2016 sur Syfy[7]
- France,  Suisse,  Belgique : 3 mai 2016 sur Syfy France[8],[9]

- États-Unis : 476 000 téléspectateurs[11] (première diffusion)

### Épisode 2:Choisir son destin
- États-Unis : 25 avril 2016 sur Syfy
- France,  Suisse,  Belgique : 10 mai 2016 sur Syfy France[12],[9]

- États-Unis : 318 000 téléspectateurs[13] (première diffusion)

### Épisode 3:1944
- États-Unis : 2 mai 2016 sur Syfy
- France,  Suisse,  Belgique : 17 mai 2016 sur Syfy France[14],[9]

- États-Unis : 405 000 téléspectateurs[15] (première diffusion)

### Épisode 4:Le temps est compté
- États-Unis : 9 mai 2016 sur Syfy
- France,  Suisse,  Belgique : 24 mai 2016 sur Syfy France[16],[9]

- États-Unis : 425 000 téléspectateurs[17] (première diffusion)

### Épisode 5:Nouveau Cycle
- États-Unis : 16 mai 2016 sur Syfy
- France,  Suisse,  Belgique : 31 mai 2016 sur Syfy France[18],[9]

- États-Unis : 367 000 téléspectateurs[19] (première diffusion)

### Épisode 6:Immortel
- États-Unis : 23 mai 2016 sur Syfy
- France,  Suisse,  Belgique : 7 juin 2016 sur Syfy France[20],[9]

- États-Unis : 348 000 téléspectateurs[21] (première diffusion)

### Épisode 7:À la croisée des temps
- États-Unis : 30 mai 2016 sur Syfy
- France,  Suisse,  Belgique : 14 juin 2016 sur Syfy France[22],[9]

- États-Unis : 423 000 téléspectateurs[23] (première diffusion)

### Épisode 8:Un jour sans fin
- États-Unis : 6 juin 2016 sur Syfy
- France,  Suisse,  Belgique : 21 juin 2016 sur Syfy France[24],[9]

- États-Unis : 425 000 téléspectateurs[25] (première diffusion)

- Le titre français de l'épisode renvoie au film Un jour sans fin (1993) dans lequel Bill Murray incarne un homme qui revit lui aussi la même journée.

### Épisode 9:Les Hyènes
- États-Unis : 13 juin 2016 sur Syfy
- France,  Suisse,  Belgique : 28 juin 2016 sur Syfy France[26]

- États-Unis : 349 000 téléspectateurs[27] (première diffusion)

### Épisode 10:Le Créateur
- États-Unis : 20 juin 2016 sur Syfy
- France,  Suisse,  Belgique : 5 juillet 2016 sur Syfy France[28]

- États-Unis : 389 000 téléspectateurs[29] (première diffusion)

### Épisode 11:Résurrection
- États-Unis : 27 juin 2016 sur Syfy
- France,  Suisse,  Belgique : 12 juillet 2016 sur Syfy France[30]

- États-Unis : 398 000 téléspectateurs[31] (première diffusion)

- Jennifer Goines cite ici le film Piège de cristal : « Mayday mayday, des terroristes se sont emparés du Nakatomi Plaza à Century City ! ». Bruce Willis, qui joue dans ce film, tient aussi la vedette du film L'Armée des douze singes, dont s'inspire la série.

### Épisode 12:Notre maison
- États-Unis : 11 juillet 2016 sur Syfy
- France,  Suisse,  Belgique : 19 juillet 2016 sur Syfy France[32]

- États-Unis : 472 000 téléspectateurs[33] (première diffusion)

### Épisode 13:Le Souvenir de demain
- États-Unis : 18 juillet 2016 sur Syfy
- France,  Suisse,  Belgique : 19 juillet 2016 sur Syfy France[32]

- États-Unis : 431 000 téléspectateurs[34] (première diffusion)

- Madeleine Stowe (Lillian)

- Madeleine Stowe, qui interprète ici Lillian, tenait le rôle féminin principal dans L'Armée des douze singes de Terry Gilliam, le film qui a inspiré la série. Elle y incarnait Kathryn Railly, personnage qui est devenu le Dr Cassandra « Cassie » Railly dans la série télévisée. À noter que Madeleine Stowe, lorsqu'elle vient parler à Cole dans l'institution psychiatrique, lui crie : « passez un joyeux Noël », phrase qu'elle prononçait dans le film.
- Pour motiver les filles, Jennifer Goines reprend le célèbre monologue de William Wallace tiré du film Braveheart de Mel Gibson.